# Калак
Кала́к (осет. Калак) — село в Алагирском районе Республики Северная Осетия-Алания. Входит в состав Зарамагского сельского поселения. Код Федеральной налоговой службы 1514.

## Географическое положение
Село расположено на левом берегу реки Мамисондон, в 17 км к юго-западу от центра сельского поселения — Нижний Зарамаг, в 70 км к югу от районного центра Алагир и в 107 км от Владикавказа. 
Древняя часть села, представляющая собой развалины башен и жилых зданий, расположена на площадке горного мыса. Выступ этот имеет с трёх сторон довольно-таки крутые склоны и лишь с одной (южной) стороны — удобный доступ.

## История
До середины XIX века, Калак (другое название — Мамисон) являлся крупнейшим селением в Мамисонском ущелье. Так современное название села, переводится с грузинского как город. Видимо такое название ему было дано из-за его размеров. 
С середины XIX века начался стихийный процесс переселения жителей села в предгорья. Так в 1861 году согласно описям, в Калаке оставалось всего 9 дворов, в которых проживало 66 человек.
Однако к 1883 году село вновь начала разрастаться и выросла до 21 двора, с общей численностью населения в 154 человека. А к 1901 году население села увеличилось до 323 человек. 
Из-за недостатка пахотных земель и труднодоступности села, Калак переживал еще несколько волн переселений. Ныне в селе отсутствует постоянное население. 
Здесь проживали фамилии: Айларовы, Багаевы, Гаевы, Гамаевы, Дзигасовы, Дзугаевы, Елоевы, Кучиевы, Тедеевы, Туаевы.

## Население
| 2002 | 2010 | 2021 |
| ---- | ---- | ---- |
| 0    | →0   | ↗1   |

## Достопримечательности
В селении сохранились родовые башни Гаевых и Елоевых.

### Культовые сооружения
На северо-восточной окраине села сохранилось святилище, именуемое населением окрестных сёл «Дзилес дзуар». Оно сложено в виде каменной постройки с двумя нишами в фасаде, в которых лежали бараньи рога, обломки глиняных мисок, грубо высеченные из камня головы барана, лошади и пр.
Со слов местных жителей, святилище Дзлес возведено лет сто тому назад; ранее здесь была лишь груда камней, под которой во время расчистки площадки для святилища нашли золотой крест (высота — 0,50 м) и различную церковную утварь, впоследствии бесследно исчезнувшие. По местным преданиям, на месте святилища некогда действительно стояла церковь, учтённая позднее и в списке памятников старины, составленном в 1958 г. отделом охраны памятников Министерства культуры СОАССР.

## Топографические карты
- Лист карты K-38-29 Алагир. Масштаб: 1 : 100 000. Состояние местности на 1984 год. Издание 1988 г.